# Pavement (Iorque)
Pavement é uma rua do centro da cidade de Iorque, na Inglaterra.

## História
A área ocupada por Pavement ficava fora das muralhas romanas da cidade, mas era bastante central dentro das muralhas medievais de Iorque. Durante os períodos Anglo-Saxão e Viking, estava no coração da área comercial de Jorvik. A localização de um dos dois primeiros mercados de Oirque, a estrada era conhecida como Marketshire, um nome registrado pela primeira vez em 1086, e compartilhado com a cidade onde estava localizada. Era alternativamente conhecido como Ousegate, que permanece o nome de sua continuação ocidental. Na Idade Média, seus dias de mercado eram terças, quintas e sábados, e a parte central da rua tinha aproximadamente a largura atual - muito mais larga do que a maioria das ruas da cidade da época.
A partir de 1329, a rua passou a ser cada vez mais conhecida como “Calçada”, o que é provável que indique que foi uma das primeiras estradas da cidade a ser asfaltada. Como um grande espaço aberto na cidade, era um local popular para reuniões públicas, tinha uma arena para touradas e também foi o local onde Thomas Percy, 7º Conde de Northumberland foi executado.
O mercado continuou a prosperar e uma cruz de mercado foi erguida em 1671. No século XVIII, o mercado estava com pouco espaço e seções da estrada foram alargadas: as lojas em frente ao St Crux foram demolidas em 1769, seguidas pela capela-mor e parte do cemitério de All Saints, em 1782. A cruz do mercado foi demolida em 1813. Em 1836, a Rua do Parlamento foi construída, levando à demolição de muitos edifícios no lado norte da rua, St Crux foi demolido em 1887 e, em seguida, em 1912, Piccadilly foi estendida para alcançar o Pavimento no lado sul, resultando em mais demolições. Finalmente, na década de 1950, Stonebow foi construída como uma continuação oriental da rua.

## Layout e arquitetura
Na extremidade oeste da rua, a Parliament Street segue para o norte e Piccadilly para o sul, enquanto a oeste se divide em High Ousegate e Coppergate. Entre essas duas últimas ruas encontra-se a Igreja de Todos os Santos, Calçada. Muitos edifícios históricos encontram-se no lado sul da rua. A Casa de Sir Thomas Herbert é a única sobrevivente das grandes casas de mercadores que outrora se alinhavam na rua, mas o 4, 6 e 10 Pavement, o Golden Fleece pub, 18, 20 e 22 Pavement, 24 Pavement, 26 e 28 Pavement, e 30 Pavement, são todos edifícios listados.
Na extremidade leste da rua, Stonebow continua para o leste, Fossgate segue para o sul e Whip-Ma-Whop-Ma-Gate segue para o norte. O único edifício histórico que sobreviveu no lado norte é a sala paroquial da Igreja de St Crux, com a moderna loja Marks and Spencer dominando.
Os Shambles conduzem ao norte da Pavement, enquanto o pequeno Lady Peckett's Yard conduz de seu lado sul.